# Trăisteni, Prahova
Trăisteni (în trecut, Trestieni) este un sat în comuna Valea Doftanei din județul Prahova, Muntenia, România.
Așezarea este atestată documentar în anul 1551.